# John Koerner

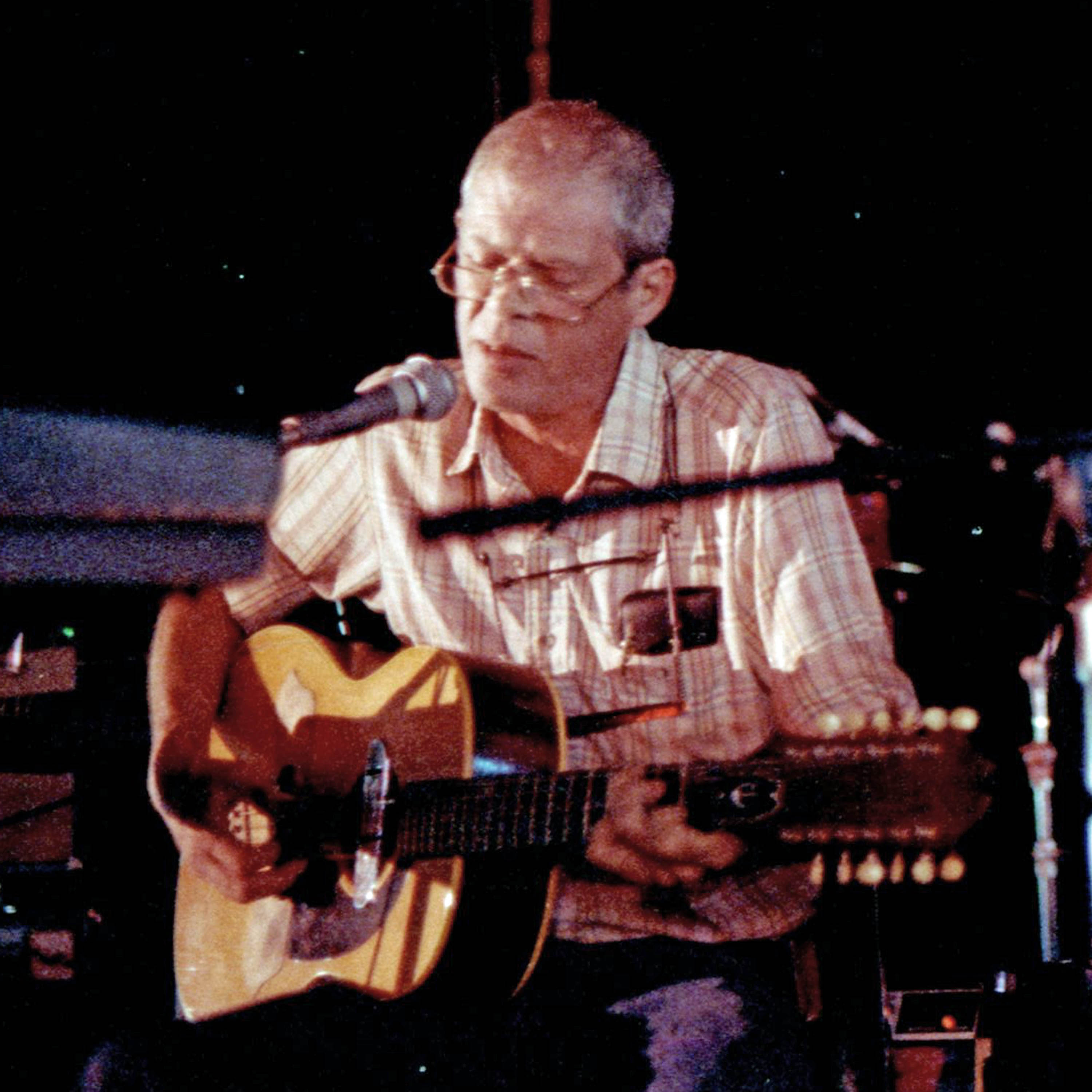
John Koerner (1993)

„Spider“ John Koerner (* 31. August 1938 in Rochester, New York; † 18. Mai 2024 in Minneapolis, Minnesota) war ein US-amerikanischer Sänger, Gitarrist und Songwriter, der zunächst durch seine Zusammenarbeit mit Dave „Snaker“ Ray und Tony „Little Sun“ Glover bekannt geworden ist.

## Wirken
In den 1960er Jahren traten die drei zunächst gemeinsam unter dem Namen Koerner, Ray & Glover auf und veröffentlichten Schallplatten. Ab Mitte der 1960er Jahre gingen sie z. T. eigene musikalische Wege. Koerner arbeitete in der Folge auch mit Willie Murphy, später mit Ramblin’ Jack Elliott/Utah Phillips und mit Tony Glover.
Koerner beeinflusste den frühen Bob Dylan und ist in dessen Autobiographie Chronicles erwähnt.

## Diskografie

### Solokarriere
- Spider Blues (1965)
- Some American Folk Songs Like They Used to (1974)
- Nobody Knows the Trouble I’ve Been (1986)
- Raised by Humans (1992)
- StarGeezer (1996)
- March 1963 (2010)
- What’s Left of Spider John (2013)

### Mit Koerner, Ray & Glover
- Blues, Rags and Hollers (1963)
- Lots More Blues, Rags and Hollers (1964)
- The Return of Koerner, Ray & Glover (1965)
- Good Old Koerner, Ray & Glover (1972)
- One Foot in the Groove (1996)

### Weitere Kollaborationen
mit Willie Murphy
- Running, Jumping, Standing Still (1969)
- Music Is Just a Bunch of Notes (1972)

mit Ramblin' Jack Elliott und Utah Phillips
- Legends of Folk (1990)

mit Tony Glover
- Live @ The 400 Bar (2009)